# Шепгердс-Буш-маркет (станція метро)

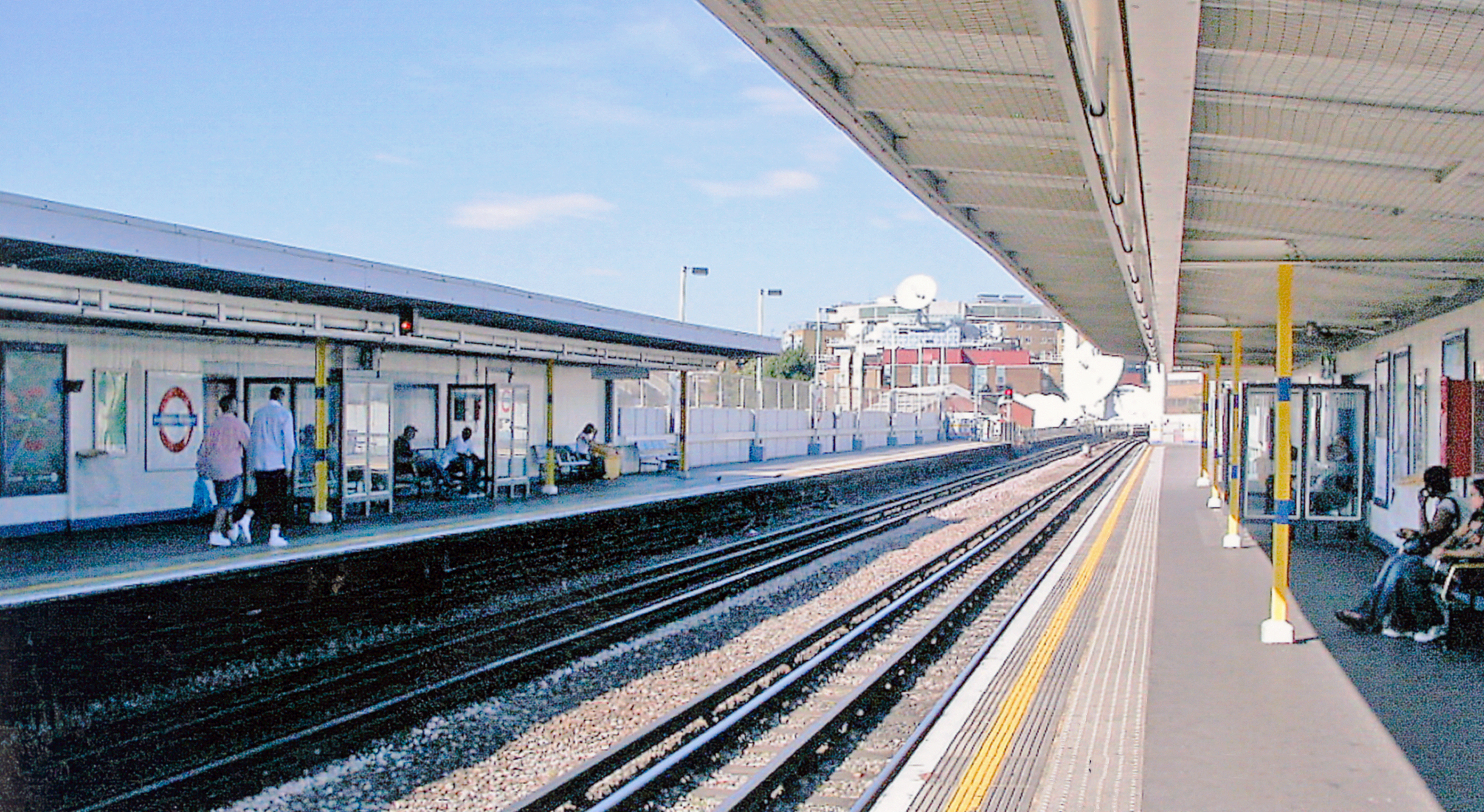
Платформа станції Шепгердс-Буш-маркет

51°30′21″ пн. ш. 0°13′35″ зх. д. / 51.505833333333° пн. ш. 0.22638888888889° зх. д.
Шепгердс-Буш-маркет (англ. Shepherd's Bush Market) — станція Лондонського метрополітену ліній Кільцева та Гаммерсміт-енд-Сіті. Станція знаходиться у районі Шепгердс-Буш, у 2-й тарифній зоні, між метростанціями Голдгок-роуд та Вуд-лейн. В 2017 році пасажирообіг станції становив 3.73 млн пасажирів
Конструкція станції — наземна відкрита з двома береговими платформами.

## Історія
- 13. червня 1864 — відкриття станції у складі Metropolitan Railway (сьогоденна лінія Метрополітен), як Шеффердс-Буш[3]
- 1. квітня 1914 — перенесення станції на сьогоденне місце
- 12. жовтня 2008 — перейменування станції на Шеффердс-Буш-маркет
- 13. грудня 2009 — відкриття трафіку Кільцевої лінії[4]

## Пересадки
Пересадки на автобуси London Buses маршрутів: 207, 260, 283, 607 та нічний маршрут N207